# Merianus
Merianus est un roi légendaire du royaume de l'île de Bretagne (actuelle Grande-Bretagne), qui est mentionné par Geoffroy de Monmouth dans son Historia regum Britanniae (vers 1135).

## Contexte
Nommé Merianus par Geoffroy de Monmouth ce roi est mentionné comme le 12e des 25 souverains qui règnent entre la mort de Katellus [Cadell ap Geraint] et Heli [Beli Mawr]. Il succède à  Gurgintius et il a comme successeur Bledudo [Bleiddud]. Rien d'autre n'est indiqué sur son règne Le manuscrit Cleopatra du  Brut y Brenhinedd 
en contradiction avec la chronologie en fait le fils de son prédécesseur (Gwrwst) et le père de Bleiddud comme dans les généalogies postérieures.

## Source
- Geoffroy de Monmouth Histoire des rois de Bretagne, traduit et commenté par Laurence Mathey-Maille, Édition Les belles lettres, coll. « La roue à livres », Paris, 2004,  (ISBN 2-251-33917-5)
- (en) Peter Bartrum, A Welsh classical dictionary: people in history and legend up to about A.D. 1000, Aberystwyth, National Library of Wales, 1993, p. 531 MEIRION, fictitious king of Britain. (Second century B.C.).